# Директива 98/8/EC
Директива 98/8/EC, также известна как Директива 98/8/EC Европейского парламента и Совета Европы от 16 февраля 1998 года «о размещении на рынке биоцидных продуктов» (англ. Directive 98/8/EC of the European Parliament and of the Council of 16 February 1998 concerning the placing of biocidal products on the market) — нормативный акт, которым регулируется порядок производства, маркировки, размещения на рынке и использования биоцидных продуктов, которые применяются для защиты людей, животных, материалов или изделий от вредоносных организмов, таких как паразиты или бактерии, с помощью активных веществ, содержащихся в таком биоцидном продукте. Документ был принят 16 февраля 1998 года в Брюсселе Европарламентом и Советом Европы и вступил в силу 24 мая 1998 года.

## История создания
Предпосылки для создания и принятия Директива 98/8/EC берут начало в 1976 году, когда для регулирования установления максимальных уровней остатков пестицидов в фруктах и овощах и на них была принята Директива Совета 76/895/ЕЭС от 23 ноября 1976 года. Следующим шагом было принятие Директивы Совета 86/362/ЕЭС от 24 июля 1986 года касающаяся установления максимальных уровней остатков пестицидов в зерновых и на зерновых, а затем Директива Совета 86/363/ЕЭС от 24 июля 1986 года касающаяся установления максимальных уровней остатков пестицидов в пищевых продуктах и на пищевых продуктах животного происхождения. Следующая Директива Совета 90/642/ЕЭС от 27 ноября 1990 года регулировала установление максимальных уровней остатков пестицидов в продуктах и на продуктах растительного происхождения, включая фрукты и овощи.
Однако, все эти документы оставили нерешенным вопрос относительно других средств, не указанных в специальном законодательстве об остатках, которыми являлись биоцидные вещества. Нормы, регулирующие производство, реализацию и применение таких веществ были закреплены Директивой 98/8/EC 16 февраля 1998 года в Брюсселе.
Директива 98/8/EC утратила силу, поскольку её заменило Положение № 528/2012/ЕС, которое вступило в силу 22 мая 2012 года.

## Характеристика документа

### Структура
- Преамбула (Whereas, состоит из п[5].1-29);
- Статья 1-36 (Articles 1-36);
- Приложение I. Перечень активных веществ с требованиями, согласованными на уровне сообщества, для включения в биоцидные средства (Annex I List of active substances with requirements agreed at community level for inclusion in biocidal products);
- Приложение IА. Перечень активных веществ с требованиями, согласованными на уровне сообщества, для включения в биоцидные средства низкого риска (Annex IA List of active substances with requirements agreed at community level for inclusion in low-risk biocidal products);
- Приложение IВ. Перечень активных веществ с требованиями, согласованными на уровне сообщества (Annex IB List of basic substances with requirements agreed at community level);
- Приложение IIА. Основная база данных активных веществ (Annex IIA Common core data set for active substances chemical substances);
- Приложение IIB. Основная база данных биоцидных средств (Annex IIB Common core data set for biocidal products chemical products);
- Приложение IIIA. Дополнительная база данных активных веществ (Annex IIIA Additional data set for active substances chemical substances);
- Приложение IIIB. Дополнительная база данных биоцидных средств (Annex IIIB Additional data set for biocidal products chemical products);
- Приложение IVА. База данных активных веществ (Annex IVA Data set for active substances fungi, micro-organisms and viruses);
- Приложение V. Типы биоцидных средств и их описание в соответствии с положениями статьи 2(1)(а) настоящей Директивы (Annex V Biocidal product-types and their descriptions as referred to in article 2(1)(a) of this Directive);
- Приложение VI. Общие принципы оценки досье на биоцидные средства (Annex VI Common principles for the evaluation of dossiers for biocidal products)[6][7].

### Задачи
Предметом Директивы 98/8/EC является регулирование отношений государствами—членами ЕС в сфере производства, реализации и использования биоцидных средств. Задачей документа выступает необходимость надлежащего контроля за оборотом биоцидных средств, поскольку последние являются опасными для здоровья человека и животных организмов, могут причинять ущерб окружающей среде или промышленной продукции. Данной Директивой Европейский Совет пытается урегулировать различия в законодательствах стран-членов ЕС, свести их к минимуму для нормального функционирования общего рынка, избежать дублирования основополагающих норм в работе стран-членов ЕС. Положения документа наделяют страны-члены ЕС правом установления дополнительных требований к использованию биоцидных средств при условии, что эти требования согласуются с законодательством Сообщества, и не противоречат предписаниям данной Директивы.